# 曹宇
曹 宇（そう う、生年不詳 - 278年?）は、中国三国時代の魏の皇族。字は彭祖。『三国志』魏書「武文世王公伝」に記録がある。父は曹操。生母は環夫人。同母兄は曹沖・曹拠。異母兄は曹丕・曹彪ら。子は曹奐。妻は張魯の娘（張魯伝）。

## 概要
211年、後漢朝廷から都郷侯に封じられたのを皮切りに、217年には魯陽侯となった。魏帝国成立後は下邳王（222年）に昇格したが、224年に曹丕（文帝）が諸王をすべて県王に下すとの詔勅を発布したため、これにより単父県王とされた（詔勅の内容については曹據伝を参照）。曹叡（明帝）の時代、232年にこの命令が変更され、燕王に封じられている。
甥である曹叡とは、年齢が近いこともあって、曹叡の皇太子時代から親友の仲であり、曹叡の時代には皇族の中でも特に恩寵を受けていた。235年には入朝した。237年に鄴へ帰還したが、238年に再び中央へ召し出された。
239年に曹叡が病に倒れると、曹宇は見舞いのために連日訪れた（明帝紀注が引く『漢晋春秋』）。曹叡は曹宇を大将軍にして、曹肇・曹爽・夏侯献・秦朗ら魏の宗室や閣僚らと共に、猶子曹芳を補佐させようとした（明帝紀）。しかし曹宇は謙虚な性格であったため、これを固辞した。これを知った劉放と孫資は、曹宇が大任を果たせないことを自覚していると指摘し、曹宇に替えて曹爽・司馬懿を後見とするよう勧めた（劉放伝）。曹肇らと劉放・孫資らのどちらにするかで、曹叡の意志は二転三転したが、結局曹宇達は免職となり、中央から遠ざけられてしまった（明帝紀・劉放伝）。政治的な権限からは遠ざけられたが、以後も何度か加増を受けた。
皇帝曹髦が排除され、曹奐（元帝）が即位した後、上表して冬至を祝した。しかしその際に「臣」と称したため、曹奐は直ちに詔勅を下し先例を調査した上で、実父である曹宇（燕王）のために、特別待遇を許す措置を採った（「三少帝紀」）。
後に司馬昭が蜀征伐を成し遂げ晋王となると、曹奐は司馬昭を父の曹宇より上の官位に任じ優遇したとある（『晋書』文帝紀）。
265年、曹奐が司馬炎に禅譲し、西晋が成立すると、燕公に降封された。咸寧年間に死去した。278年（咸寧4年）、曹奐は亡き父を明帝（曹叡）に合祀したいと願い出た。しかし役人の進言で、司馬炎は詔で「王は魏の後継者であり、その地位は重い。個人的な（皇帝になったわけではない）親類のために許可することはできない」と却下した（『晋書』巻20礼志中）。